# 沃爾多鎮區 (堪薩斯州拉塞爾縣)
沃爾多鎮區（英語：Waldo Township）是位於美國堪薩斯州拉塞爾縣的一個行政鎮區。

## 地方資料
沃爾多鎮區的面積為186.60平方千米，當中陸地面積為186.20平方千米，而水域面積為0.40平方千米。根據2010年美國人口普查的數據，當地共有人口78人，而人口密度為每平方千米0.42人。

## 外部連結
- US-Counties.com
- City-Data.com （页面存档备份，存于）